# Mi de la Coloma
Mi de Coloma (μ Columbae) és un estel a la constel·lació de Coloma de magnitud aparent +5,18. s'hi troba a uns 1.300 anys llum de distància del sistema solar.
Mi de Coloma és un estel blau molt calent de tipus espectral O9.5V amb una temperatura superficial de 33.700 K. Com correspon a aquest tipus d'estels, la seva lluminositat és molt gran: inclosa una gran quantitat de radiació emesa com a llum ultraviolada, és 23.300 vegades més lluminosa que el Sol. El seu radi és 4,5 vegades més gran que el radi solar i, com és característic d'aquesta classe d'estels, rota a gran velocitat —més de 140 km/s—, completant una volta en menys de dia i mig. La seva massa s'estima unes 12 vegades major que la massa solar. Un fort vent estel·lar que bufa des de la seva superfície fa que perdi massa a raó de 0,1 milionèsimes de la massa solar cada any.
La característica més notable de Mi de Coloma és que, igual que AE del Cotxer, és un estel fugitiu. S'allunya directament d'aquesta última a més de 200 km/s; encara que en un altre temps van estar juntes, ara estan separades visualment 70º. Estudiant les seves trajectòries en el passat, s'ha trobat que els seus camins es van creuar fa 2,5 milions d'anys, i que ambdós estels també estan relacionats amb Hatysa (ι Orionis), un sistema estel·lar la component principal del qual és una binària propera amb una òrbita notablement excèntrica. Es pensa que es va produir una col·lisió entre dos estels binaris, el resultat del qual va ser que dos dels estels van intercanviar posicions i altres dos —Mi de Coloma i AE del Cotxer— van ser projectats a gran velocitat a través de l'espai.